# In Memoriam
In Memoriam är det svenska power metal-bandet Evermores andra studioalbum, utgivet i april 2023 på Scarlet Records.
En musikvideo till "Forevermore" släpptes i mars 2023.

## Låtlista
1. "Nova Aurora" (instrumental) – 1:18
2. "Forevermore" – 3:59
3. "Nightfire" – 4:08
4. "I Am the Flame" – 4:58
5. "Empire Within" – 5:00
6. "Broken Free" – 5:01
7. "In Memoriam" – 6:37
8. "Parvus Rex" – 4:10
9. "Queen of Woe" – 5:58

## Medverkande
Musiker
- Johan Haraldsson – sång, bakgrundssång
- Johan Karlsson – gitarr, basgitarr, bakgrundssång, orkestrering
- Andreas Vikland – trummor, gitarr, bakgrundssång, orkestrering

Bidragande musiker
- Julia Aspegren Colliander – sång
- Karlskrona kyrkokör – sång

Produktion
- Marcus Alfsson – producent, mixning
- Svante Forsbäck – mastering
- Christoph Peters – albumkonst
- Ricky Andreoni – grafik